# دجله ۱۳۰۹۶
سیارک ۱۳۰۹۶ (به انگلیسی: 13096 Tigris، نامگذاری:1993BE5) سیزده هزار و نود و ششمین سیارک کشف شده‌است که در ۲۷ ژانویه ۱۹۹۳ کشف شد.
قدر مطلق سیارک برابر ۴۸.۹ است.